# Kelagian
Kelagian is een bestuurslaag in het regentschap Tanjung Jabung Barat van de provincie Jambi, Indonesië. Kelagian telt 2567 inwoners (volkstelling 2010).